# Johannes Jacobus van Oosterzee

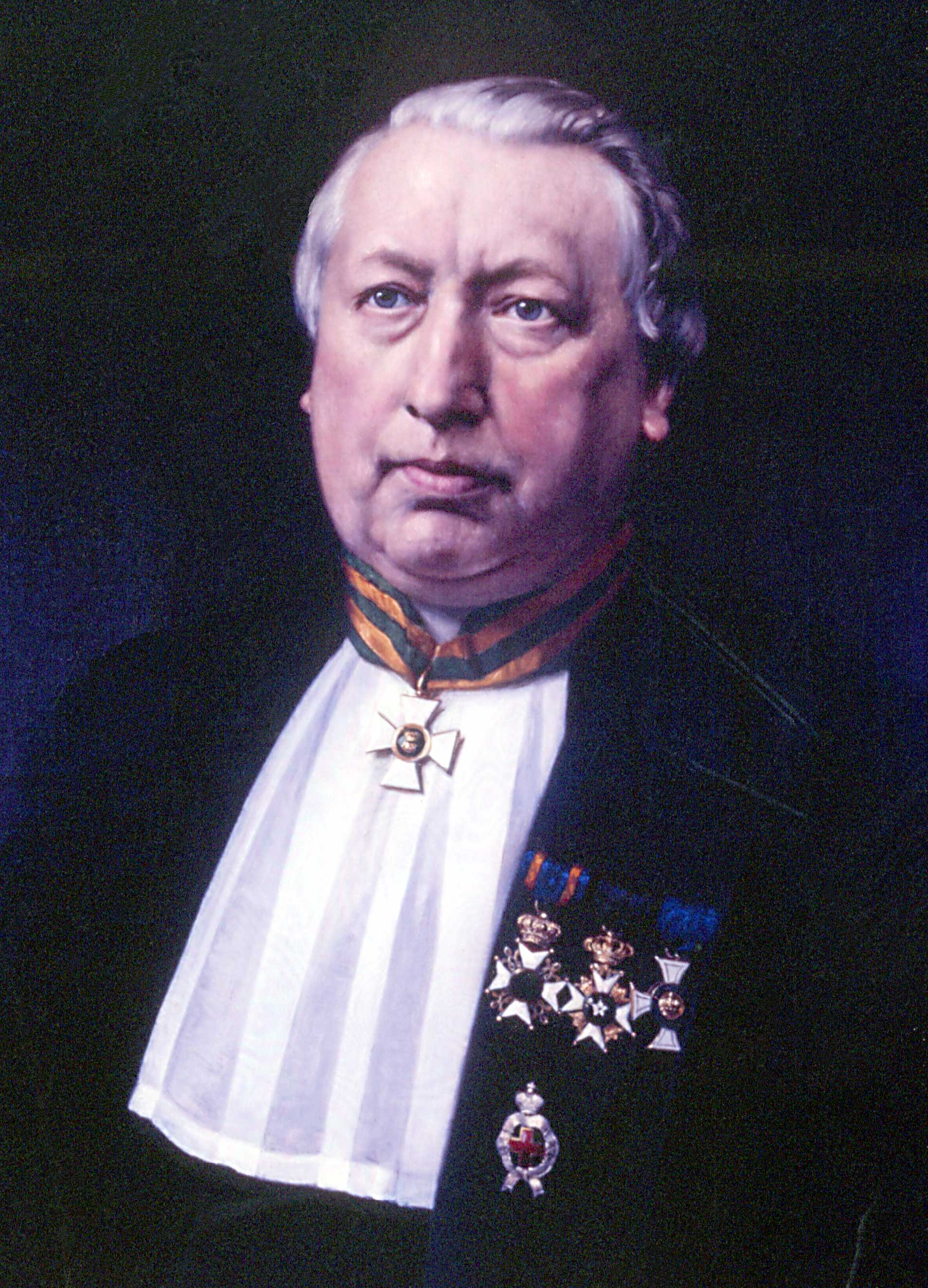
Johannes Jacobus van Oosterzee

Johannes Jacobus van Oosterzee (* 1. April 1817 in Rotterdam; † 27. Juli 1882 in Wiesbaden) war ein niederländischer reformierter Theologe.

## Leben
Oosterzee stammte aus einer gutbürgerlichen Familie. Seine Eltern waren der städtische Steuereinnehmer Mattheus Henrik van Oosterzee (* 13. Januar 1779 in Rotterdam; † 17. April 1823 ebenda) und die Pfarrerstochter Debora Jacoba Thomson (get. 16. Januar 1777 in Ritthem; † 15. Dezember 1844 in Rotterdam). Anfänglich besuchte er die französische Schule und 1830 das Erasmusgymnasium seiner Geburtsstadt. Am 27. Dezember 1834 immatrikulierte er sich an der Universität Utrecht, wo er ein Studium der Theologie in Angriff nahm. Hier besuchte er anfänglich die Vorlesungen von Philipp Wilhelm van Heusde und Johannes Friedrich Ludwig Schröder. Seine theologischen Lehrer wurden Jodocus Heringa Eliza’s zoon, Hermannus Bouman, Herman Johan Royaards und Henricus Egbertus Vinke. Im Oktober 1839 wurde er Pfarramtskandidat und erwarb sich am 23. Juni 1840 mit der theologischen Abhandlung de Jesu, e virgine Maria nato den theologischen Doktorgrad. Am 7. Februar 1841 wurde er Pfarrer in Eemnes-Binnendijks, wechselte in gleicher Eigenschaft 1843 nach Alkmaar und war im November 1844 Pfarrer in Rotterdam geworden. 
Ab 1845 begann mit seinem Studienfreund Jacobus Isaac Doedes die Herausgabe der Jaarboeken voor wetenschappelijke theologie, welche Arbeit er bis 1854 fortsetzte. Mit seinen konservativen theologischen  Vorstellungen, war er ein Vertreter des orthodoxen niederländischen Supranaturalismus. So geriet er 1845/46 in eine Auseinandersetzung über eine apologetische Studie mit Cornelis Willem Opzoomer, 1850 mit Johannes Henricus Scholten über dessen Leer der Hervormde Kerk (deutsch: Lehre der reformierten Kirche) und Abraham Kuyper über dessen Theopneustie (Theopneustie. Brief aan een vriend over de Ingeving der Heilige Schriften. Utrecht 1882). Am 18. Oktober 1862 wurde er zum Professor der Theologie an die Utrechter Hochschule berufen, welches Amt er am 30. Januar 1863 mit der Rede de scepticismo, hodiernis theologis caute vitando übernahm. Er las über Dogmatik, biblische und praktische Theologie, nach dem 1. Oktober 1877 über die Einleitung in das Neue Testament, über Dogmengeschichte und die theologische Philosophie. In seiner Eigenschaft als Utrechter Hochschullehrer, beteiligte er sich auch an den organisatorischen Aufgaben der Hochschule und war 1868/69 Rektor der Alma Mater. Bei der Niederlegung des Amtes hielt er die Rede De Religione Christiana optima verae humanitatis magistra.
Als Literat und Poet war er Mitglied der Gesellschaft für niederländische Literatur in Leiden. Auch war er ab 1861 Mitglied der Historisch theologischen Gesellschaft in Leipzig, Mitglied der niederländischen Gustav Adolf Vereinigung in Utrecht, Mitglied der provinziellen Utrechtschen Gesellschaft für Künste und Wissenschaften, Mitglied der Nord-Brabantschen Gesellschaft in ’s-Hertogenbosch, Mitglied der Königlich Batavischen Gesellschaft der Künste und Wissenschaften und anderer Gelehrtengesellschaften. Er war Ritter des Ordens vom niederländischen Löwen, 1860 Ritter des Nordstern-Ordens, 1869 Ritter des preußischen Kronenordens 3. Klasse und wurde 1869 Kommandeur des Ordens von der Eichenkrone. Während einer Kur in Bad Schwalbach erkrankte er und wurde in ein Krankenhaus nach Wiesbaden gebracht, wo er verstarb. Sein Leichnam wurde nach Utrecht überführt, wo er auf dem Friedhof Soestbergen beigesetzt wurde. 

## Familie
Oosterzee heiratete am 28. Januar 1841 in Lage Vuursche Cornelia Maria Elisabeth de Wilde (* 5. August 1821 in Amsterdam; † 15. Januar 1890 in Den Haag), die Tochter des Andries de Wilde (* 21. November 1781 in Amsterdam; † 27. April 1865 in Utrecht) und der Cornelia Henrica Nijtzel (auch Neitzell, * 19. April 1803 in Amsterdam; † 16. Dezember 1892 in Utrecht). Aus der Ehe stammen Kinder. Von diesen kennt man: 
- Mattheus Jacobus van Oosterzee (* 29. November 1841 in Eemnes; † 10. Juli 1901 in Utrecht) verh. 28. Dezember 1872 in Utrecht mit Petronella Christina Kerkhoven (* 10. November 1845 in Utrecht; † 27. Februar 1894 ebenda)
- Andries van Oosterzee (* 2. Februar 1843 in Eemnes; † 16. Januar 1920 in Den Haag) verh. 12. Juli 1867 in Utrecht mit Anna Johanna Lucia Maria Schäfer (* 15. Juli 1844 in Aachen; † 1. Januar 1919 in Den Haag)
- Cornelia Debora van Oosterzee (* 20. Juni 1844 in Alkmaar; † 6. November 1851 in Rotterdam)
- Maria Christina van Oosterzee (* 6. März 1846 in Rotterdam; † 13. März 1847 ebenda)
- Johannes Jacobus van Oosterzee (* 2. Mai 1847 in Rotterdam; † 11. Oktober 1916 in Bandoeng) verh. 2. Juni 1896 in Semarang mit Marie Mathilde Wilhelmine Ockerse (* 14. Oktober 1870 in Rembang; † 7. August 1910 in Bandoeng)
- Pieter Cornelis van Oosterzee (* 22. Dezember 1848 in Rotterdam; † 30. November 1932 in Doorn) verh. 23. April 1874 in Utrecht mit Adriana Reesse (* 15. Juni 1853 in Amsterdam; † 12. März 1933 in Doorn)
- Emilia Johanna van Oosterzee (* 1. Juni 1850 in Rotterdam; † 30. Juni 1850 ebenda)
- Hendrik Dirk van Oosterzee (* 8. Mai 1851 in Rotterdam; † 24. Oktober 1852 ebenda)
- Sophia Henriëtte van Oosterzee (* 6. Dezember 1852 in Rotterdam; † 18. Juni 1934 in Ede) verh. 2. Januar 1879 in Utrecht mit Johan Hendrik Daniel Kautzmann (* 30. Mai 1851 in Nijmegen; † 5. Januar 1917 in Den Haag)
- Christiaan Mari van Oosterzee (* 16. August 1854 in Rotterdam; † 19. Juli 1912 in Aachen) verh. am 12. Dezember 1878 in Barmen mit Maria Christiane Vorländer (* 12. August 1859 in Barmen; † 20. Juni 1946 in Den Haag)
- Johanna Mathilda van Oosterzee (* 10. Mai 1856 in Rotterdam; † 25. April 1939 in Voorburg) verh. 5. September 1878 in Utrecht mit Hendrik Hoyte Veder (* 9. September 1853 in Rotterdam; † 20. Mai 1913 ebenda)
- Cornelia Maria Elisabeth van Oosterzee  (* 12. Januar 1858 in Rotterdam; † 15. Januar 1858 ebenda)
- Cornelis Marinus van Oosterzee (* 19. Juni 1859 in Rotterdam; † 1. April 1861 ebenda)

## Werke (Auswahl)
- Leerredenen. Amsterdam 1840 (Online).
- Het leven van Jezus. Utrecht 1846–1869, 3. Bde. (1. Bd., Online), 2. Aufl. 1873.
- Woorden des Levens. Rotterdam 1851 (Online).
- Op reis. Bladen uit de portefeuille. 1853.
- Eene stem van veertig jaren. Rotterdam 1854 (Online).
- Christologie. Onderzoek naar den Persoon ent het Werk des Verlossers. Eeen Handboek voor Christenen, die weten willen in Wien gelooven. Rotterdam 1855 (Online).
- Jacques Saurin: Eene Bladzijde uit de Geschiedenis der Kanselwelsprekenheid. Rotterdam 1855.(Online), 1869.
- Op reis. Nieuwe Bladen uit de portefeuille. 1856.
- Redevoeringen, verhandlingen en verspreide geschriften. 1857, 2. Bde.
- Goethe's Stellung zum Christenthum. Bielefeld 1858 (Online).
- Dichtergenie. Eene Schillerstudie. 1860.
- Moses. Zwölf Predigten. Bielefeld 1860 (Online).
- Geschiedenis onzer theologie. Proeve van historische kritik. In: Jaarboek van Wet. Theol. 1861.
- Varia Verspreide geschriften. 1861.
- Gewijde Bladen: Gedenkboek der heiligen geschiedenis in tafereelen. 1861–1862.
- Iets over da Costa. 1861.
- Oratio de scepticismo: hodiernis theologis caute vitando. Rotterdam 1863 (Online).
- Das Bild Christi nach der Schrift. Hamburg 1864, (Online).
- Geschichte oder Roman? Das Leben Jesu von Ernst Renan vorläufig beleucht. Hamburg 1864 (Online).
- Zestal Leerredenen. Zeist 1865 (Online).
- Naschrift tot het leven van Jezus. 1865 (Online).
- Das Johannesevangelium. Gütersloh 1867 (Online).
- Gemeenschap der heiligen. Amsterdam 1867 (Online).
- De vrouw en de nieuwe litteratuur. 1867.
- Bijblische theologie des N. V. 1867.
- Das Evangelium nach Lukas. 3. Aufl. Bielefeld und Leipzig, 1867 (Online).
- Vier akademische Vorträge und fünfzig Aphorismen. Gotha 1868 (Online).
- Die Theologie des neuen Testaments. Barmen 1869 (Online).
- De oorlogsbode. Den Haag 1870 (Online).
- Christelijke Dogmatiek: een handboek voor academisch onderwijs en eigen oefening. Utrecht 1870–72.(1. Bd., Online; 2. Aufl. 1876).
- De Hedelbergsche Catechismus in 52 leeredenen. 1870, 1874.
- Leerreden. 1871–1876, 12. Bde.
- Feestbundel. Schiedam 1871 (Online).